# جایزه گویا بهترین بازیگر نقش مکمل زن
جایزه گوبا بهترین بازیگر نقش مکمل زن (اسپانیایی: Premio Goya a la mejor interpretación femenina de reparto‎) یکی از جوایز گویا می‌باشد
| double-dagger | نمایانگر برنده |

### دهه ۱۹۸۰

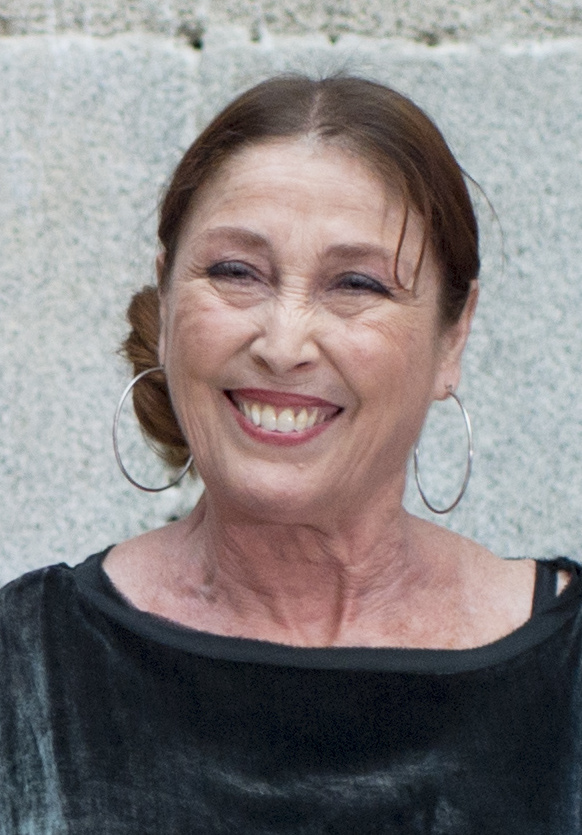
ورونیکا فورکه was the first winner in this category برای نقش‌آفرینی‌اش در Year of Enlightment (۱۹۸۶)

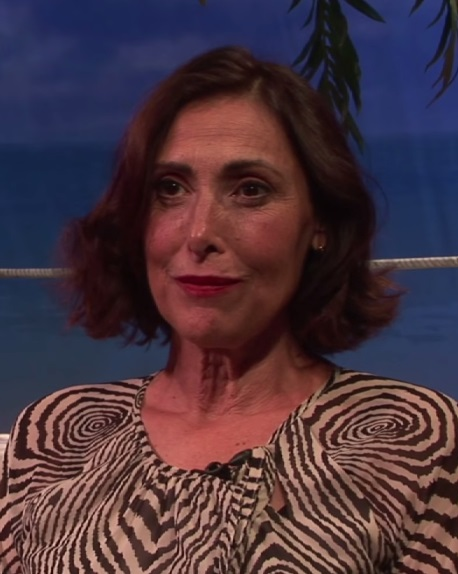
ماریا بارانکو دو مرتبه برنده شده ‌به‌خاطر نقش‌هایش در زنان در آستانه فروپاشی عصبی (۱۹۸۸) و The Ages of Lulu (۱۹۹۰)

| سال        | بازیگر             | نقش(ها)            | عنوان فیلم                  | عنوان اصلی                               |
| ---------- | ------------------ | ------------------ | --------------------------- | ---------------------------------------- |
| ۱۹۸۶ (1st) | ورونیکا فورکه      | ایرنه              | Year of Enlightment         | El año de las luces                      |
| ۱۹۸۶ (1st) | ماریا لوئیسا پونته | آلخاندرا           | The Bastard Brother of God  | El hermano bastardo de Dios              |
| ۱۹۸۶ (1st) | چوس لامپره‌آبه      | دنیا ترانسیتو      | Year of Enlightment         | El año de las luces                      |
| ۱۹۸۷ (2nd) | ورونیکا فورکه      | مونیک              | Moors and Christians        | Moros y cristianos                       |
| ۱۹۸۷ (2nd) | ماریسا پاردس       | اولگا              | Silver-Beet Face            | Cara de acelga                           |
| ۱۹۸۷ (2nd) | ترله پابز          | ترسا               | Laura                       | Laura, del cielo llega la noche          |
| ۱۹۸۸ (3rd) | ماریا بارانکو      | کاندلا             | زنان در آستانه فروپاشی عصبی | Mujeres al borde de un ataque de nervios |
| ۱۹۸۸ (3rd) | Laura Cepeda       | پولیسیا            | Baton Rouge                 | Baton Rouge                              |
| ۱۹۸۸ (3rd) | چوس لامپره‌آبه      | امیلیا             | Wait for Me in Heaven       | Espérame en el cielo                     |
| ۱۹۸۸ (3rd) | ترله پابز          | مادره              | Winter Diary                | Diario de invierno                       |
| ۱۹۸۸ (3rd) | ژولیه‌تا سرانو      | لوسیا              | زنان در آستانه فروپاشی عصبی | Mujeres al borde de un ataque de nervios |
| ۱۹۸۹ (4th) | ماریا آسکوئرینو    | مارسلا             | The Sea and the Weather     | El mar y el tiempo                       |
| ۱۹۸۹ (4th) | ماریا بارانکو      | ننا کولمن          | The Things of Love          | Las cosas del querer                     |
| ۱۹۸۹ (4th) | چوس لامپره‌آبه      | دنیا آنتونیا       | پیاده‌روی کنید               | Bajarse al moro                          |
| ۱۹۸۹ (4th) | آمپارو ریوه‌یس      | Isabel de Farnesio | اسکیلاچه                    | اسکیلاچه                                 |
| ۱۹۸۹ (4th) | کنچا بلاسکو        | Pastora Patermo    | اسکیلاچه                    | اسکیلاچه                                 |

### دهه ۱۹۹۰

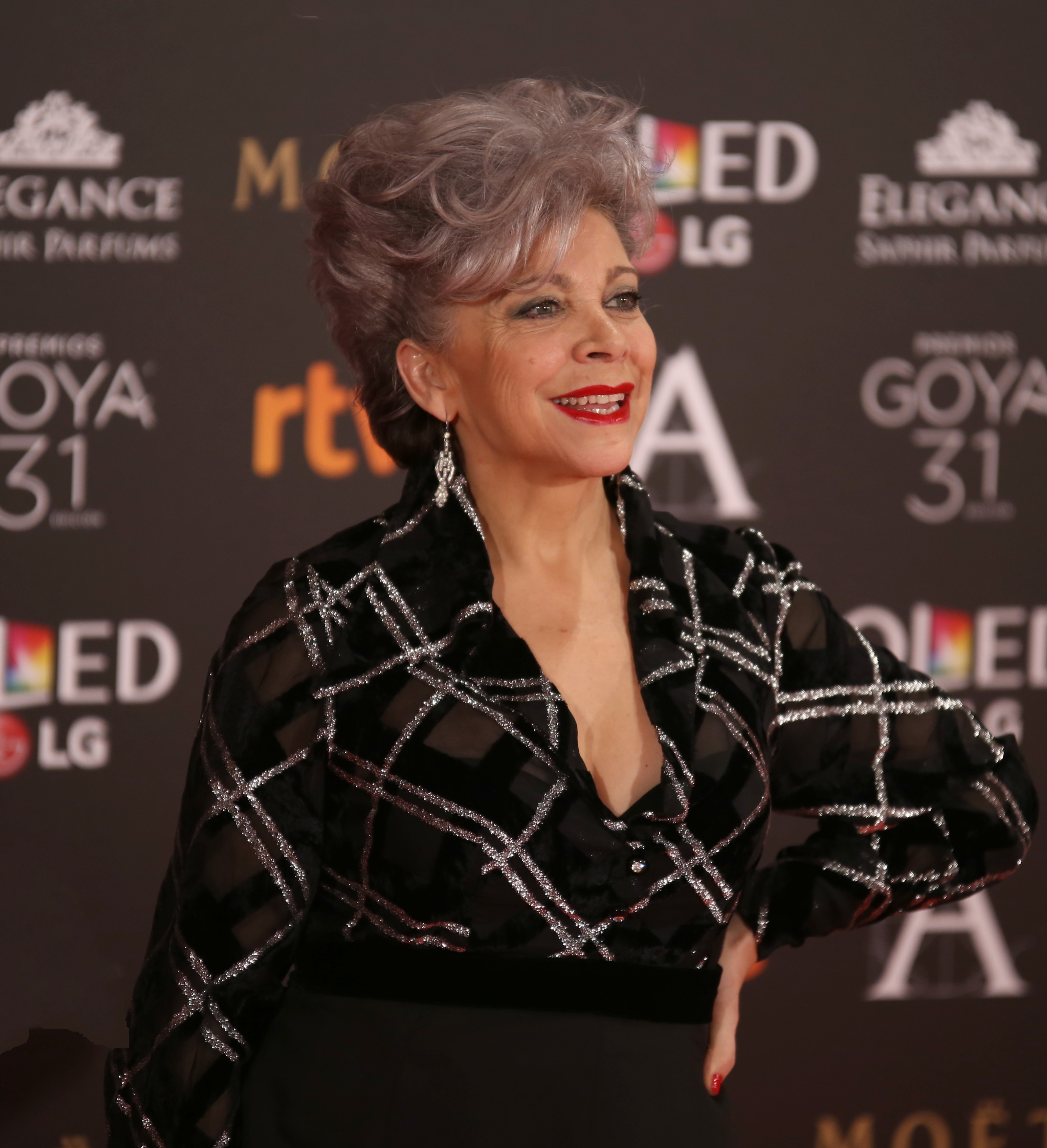
کیتی مانبر برنده‌شدن به‌خاطر فیلم Anything for Bread در 1991.

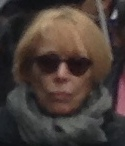
رزا ماریا ساردا دو مرتبه برنده شده به‌خاطر نقش‌هایش در Why Do They Call It Love When They Mean Sex? (۱۹۹۳) و No Shame (2001)

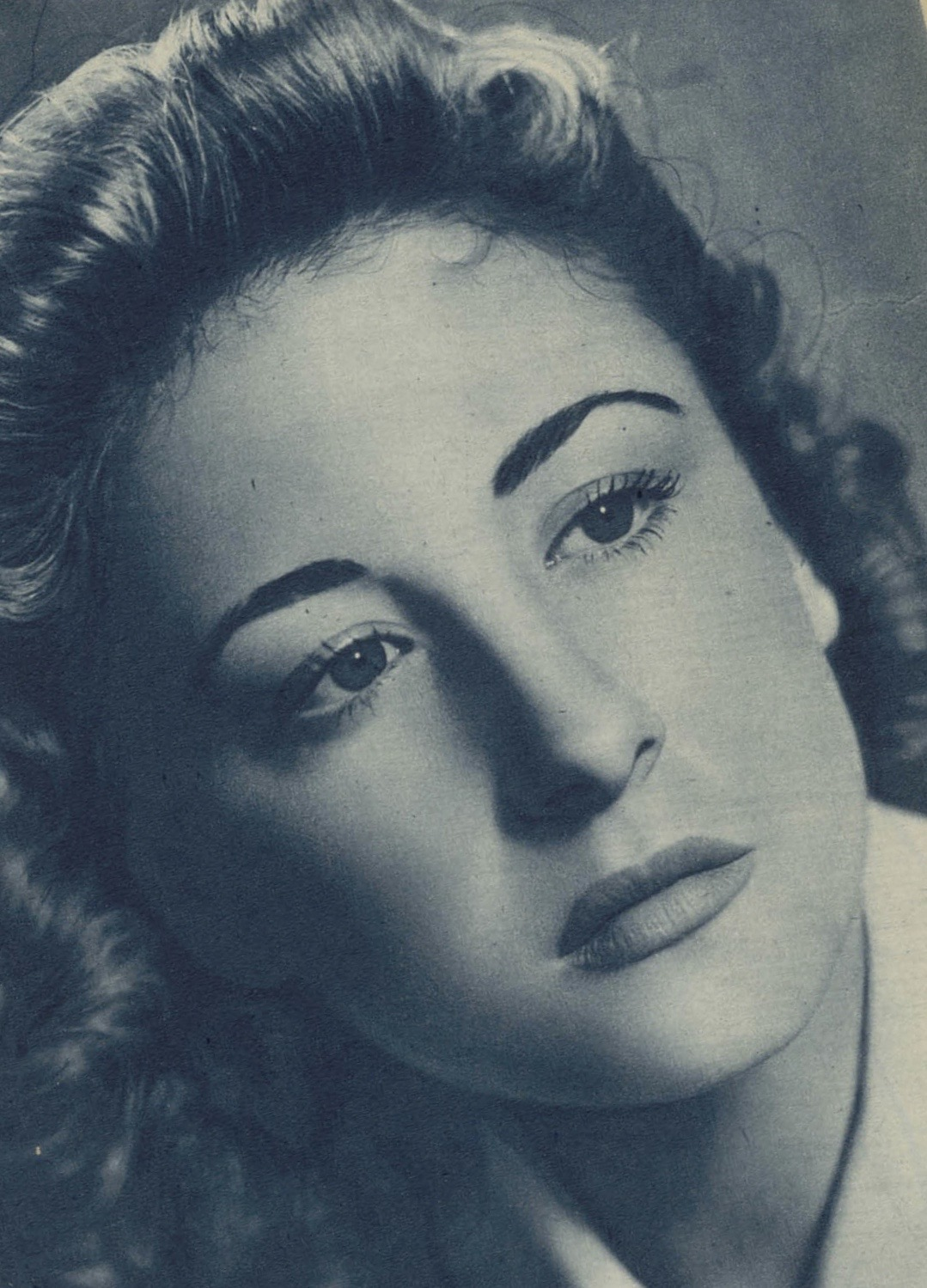
At age 77, ماری کاریو became the oldest winner in this category برای نقش‌آفرینی‌اش در Beyond the Garden (1996)

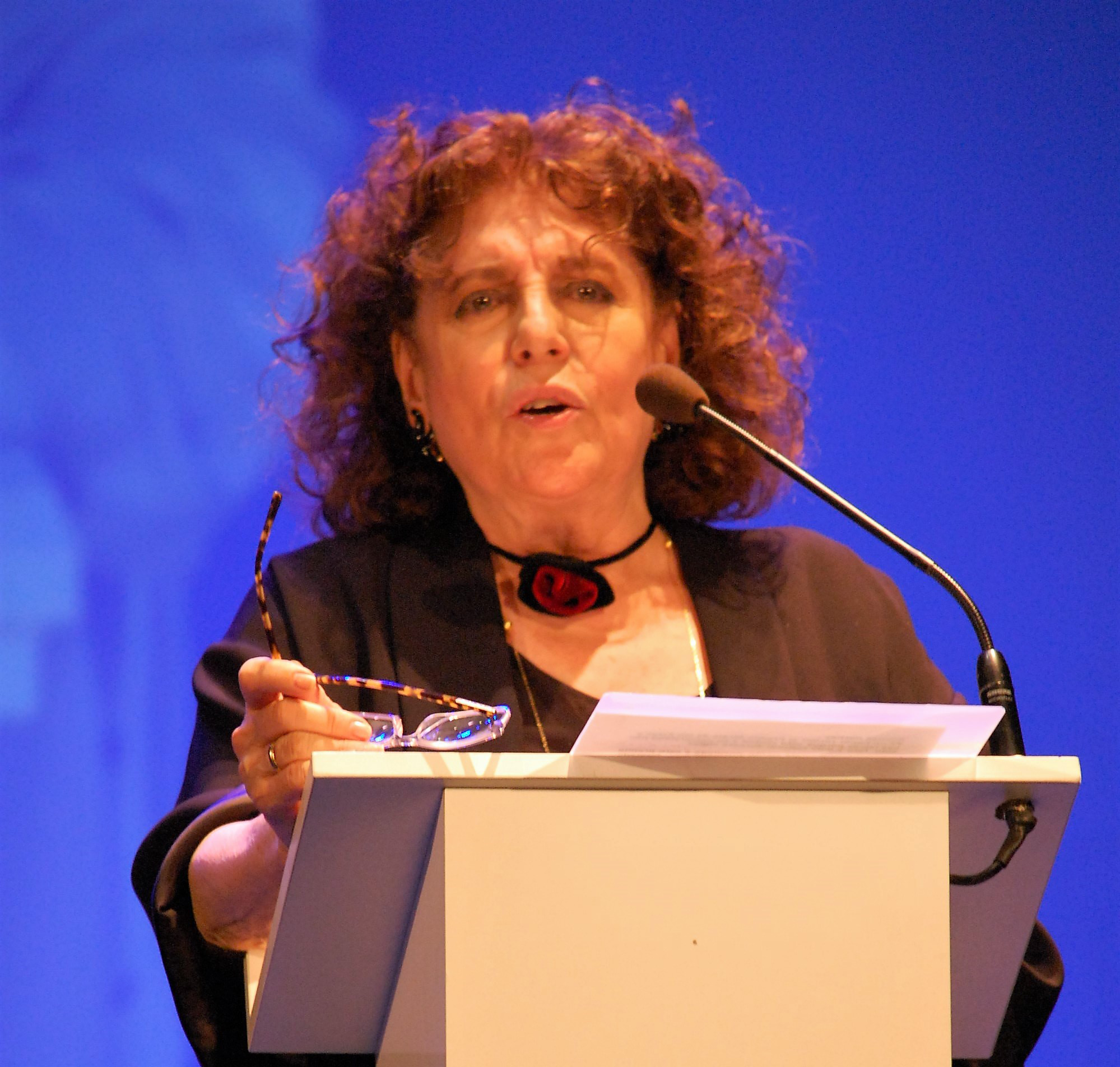
چارو لوپز برنده‌شدن به‌خاطر فیلم Secrets of the Heart در ۱۹۹۷.

| سال                 | بازیگر              | نقش(ها)       | عنوان فیلم                                   | عنوان اصلی                                         |
| ------------------- | ------------------- | ------------- | -------------------------------------------- | -------------------------------------------------- |
| ۱۹۹۰ (5th)          | ماریا بارانکو       | الی           | The Ages of Lulu                             | Las edades de Lulú                                 |
| ۱۹۹۰ (5th)          | روساریو فلورس       | روساریو       | Against the Wind                             | Contra el viento                                   |
| ۱۹۹۰ (5th)          | لولس لئون           | لولا اوسوریو  | منو ببند!                                    | ¡Átame!                                            |
| فیلم در ۱۹۹۱ (6th)  | کیتی مانبر          | برونیکا       | Anything for Bread                           | Todo por la pasta                                  |
| فیلم در ۱۹۹۱ (6th)  | ماریا بارانکو       | لوکرسیا       | The Dumbfounded King                         | El rey pasmado                                     |
| فیلم در ۱۹۹۱ (6th)  | کریستینا مارکوس     | پائولا        | کفش پاشنه‌بلند                                | Tacones lejanos                                    |
| ۱۹۹۲ (7th)          | چوس لامپره‌آبه       | دنیا آسون     | روزگار خوش                                   | روزگار خوش                                         |
| ۱۹۹۲ (7th)          | پاستورا وگا         | چارو          | Too Much Heart                               | Demasiado corazón                                  |
| ۱۹۹۲ (7th)          | Mary Carmen Ramírez | آمالیا        | روزگار خوش                                   | روزگار خوش                                         |
| ۱۹۹۳ (8th)          | رزا ماریا ساردا     | سوله          | Why Do They Call It Love When They Mean Sex? | ¿Por qué lo llaman amor cuando quieren decir sexo? |
| ۱۹۹۳ (8th)          | ماریا بارانکو       | کارمن         | سنجاب قرمز                                   | La ardilla roja                                    |
| ۱۹۹۳ (8th)          | روسی د پالما        | خوانا         | کیکا                                         | کیکا                                               |
| فیلم در ۱۹۹۴ (9th)  | ماریا لوئیسا پونته  | مادره تورنرا  | Cradle Song                                  | Canción de cuna                                    |
| فیلم در ۱۹۹۴ (9th)  | کاندلا پنیا         | بانسا         | Running Out of Time                          | Días contados                                      |
| فیلم در ۱۹۹۴ (9th)  | سیلویا مونت         | لائورا        | The Turkish Passion                          | La pasión turca                                    |
| فیلم در ۱۹۹۵ (10th) | پیلار باردم         | دنیا خولیا    | Nobody Will Speak of Us When We're Dead      | Nadie hablará de nosotras cuando hayamos muerto    |
| فیلم در ۱۹۹۵ (10th) | چوس لامپره‌آبه       | مادر لئو      | گل اسرار من                                  | La flor de mi secreto                              |
| فیلم در ۱۹۹۵ (10th) | روسی د پالما        | روسا          | گل اسرار من                                  | La flor de mi secreto                              |
| ۱۹۹۶ (11th)         | ماری کاریو          | آما           | Beyond the Garden                            | Más allá del jardín                                |
| ۱۹۹۶ (11th)         | ماریبل وردو         | آرئوسا        | La Celestina                                 | La Celestina                                       |
| ۱۹۹۶ (11th)         | لولس لئون           | چارو          | آزادی‌خواهان                                  | آزادی‌خواهان                                        |
| فیلم در ۱۹۹۷ (12th) | چارو لوپز           | ماریا         | Secrets of the Heart                         | Secretos del corazón                               |
| فیلم در ۱۹۹۷ (12th) | آنخلا مولینا        | کلارا         | جسم زنده                                     | Carne trémula                                      |
| فیلم در ۱۹۹۷ (12th) | ویکی پنیا           | روسا          | Secrets of the Heart                         | Secretos del corazón                               |
| فیلم در ۱۹۹۸ (13th) | آدریانا اثورس       | فلورا         | A Time for Defiance                          | La hora de los valientes                           |
| فیلم در ۱۹۹۸ (13th) | Alicia Sánchez      | کارمن         | Barrio                                       | Barrio                                             |
| فیلم در ۱۹۹۸ (13th) | لولس لئون           | ترینی مورئنوس | دختر رؤیاهای شما                             | La niña de tus ojos                                |
| فیلم در ۱۹۹۸ (13th) | رزا ماریا ساردا     | روسا روسلاس   | دختر رؤیاهای شما                             | La niña de tus ojos                                |
| فیلم در ۱۹۹۹ (14th) | ماریا گالیانا       | روسا          | Alone                                        | Solas                                              |
| فیلم در ۱۹۹۹ (14th) | آدریانا اثورس       | آنا           | By My Side Again                             | Cuando vuelvas a mi lado                           |
| فیلم در ۱۹۹۹ (14th) | ژولیه‌تا سرانو       | Aunt Rafaela  | By My Side Again                             | Cuando vuelvas a mi lado                           |
| فیلم در ۱۹۹۹ (14th) | کاندلا پنیا         | نینا کروس     | همه چیز درباره مادرم                         | Todo sobre mi madre                                |

### دهه ۲۰۰۰

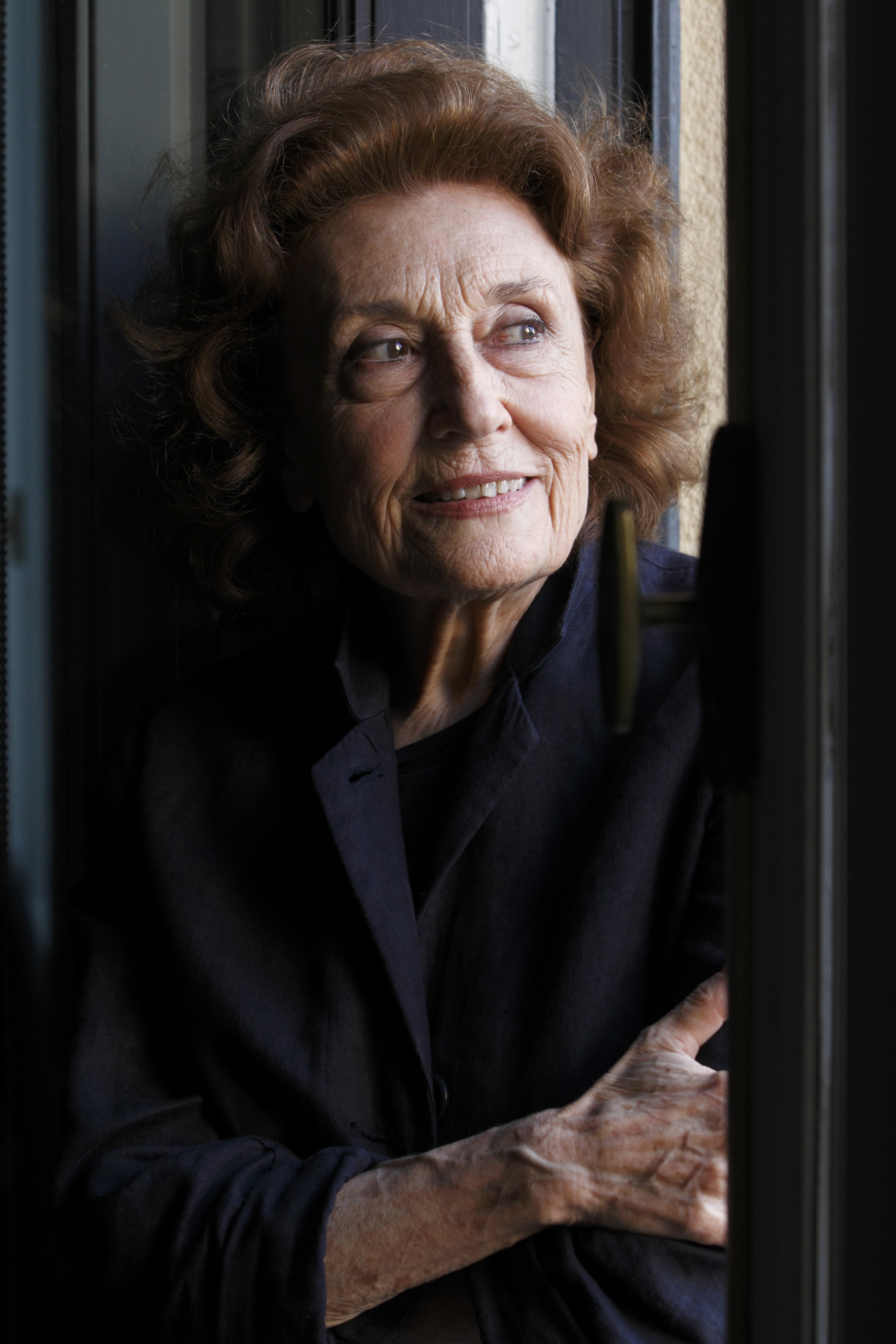
خولیا گوتیه‌رس کابا برنده‌شدن به‌خاطر فیلم You're the One in 2000.

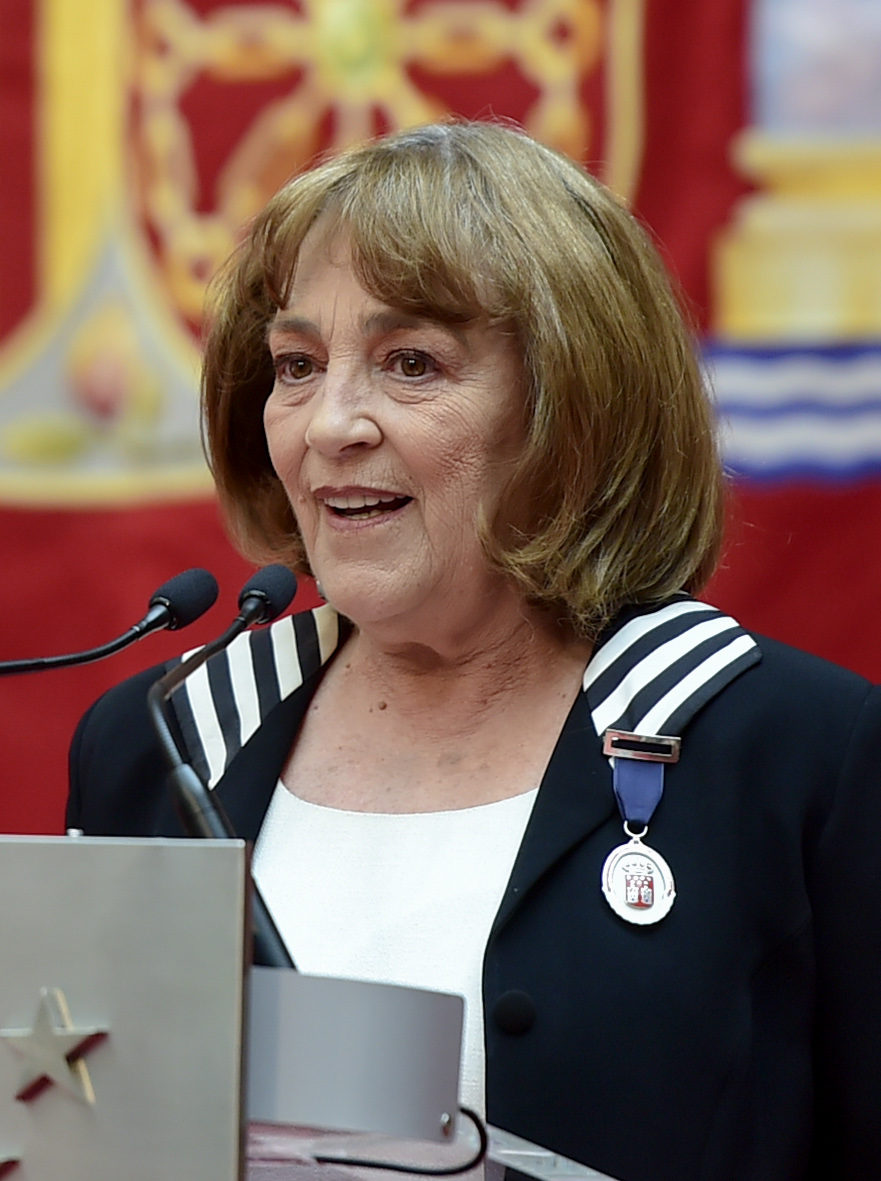
کارمن مائورا برنده‌شدن به‌خاطر فیلم بازگشت in 2006.

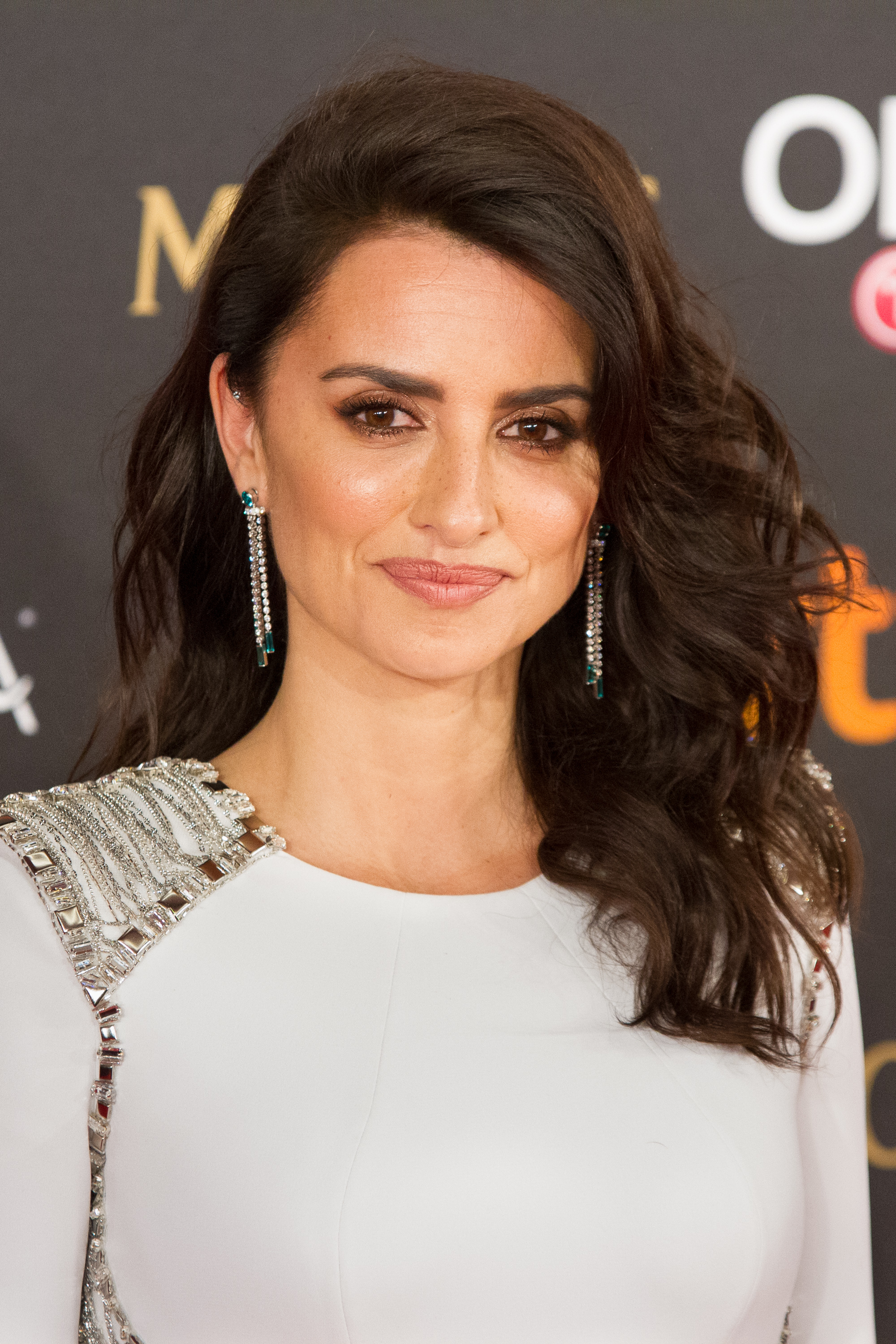
پنه‌لوپه کروز is the only actress who has won the جایزه اسکار بهترین بازیگر نقش مکمل زن and the Goya for the same role: María Elena in ویکی کریستینا بارسلونا (۲۰۰۸)

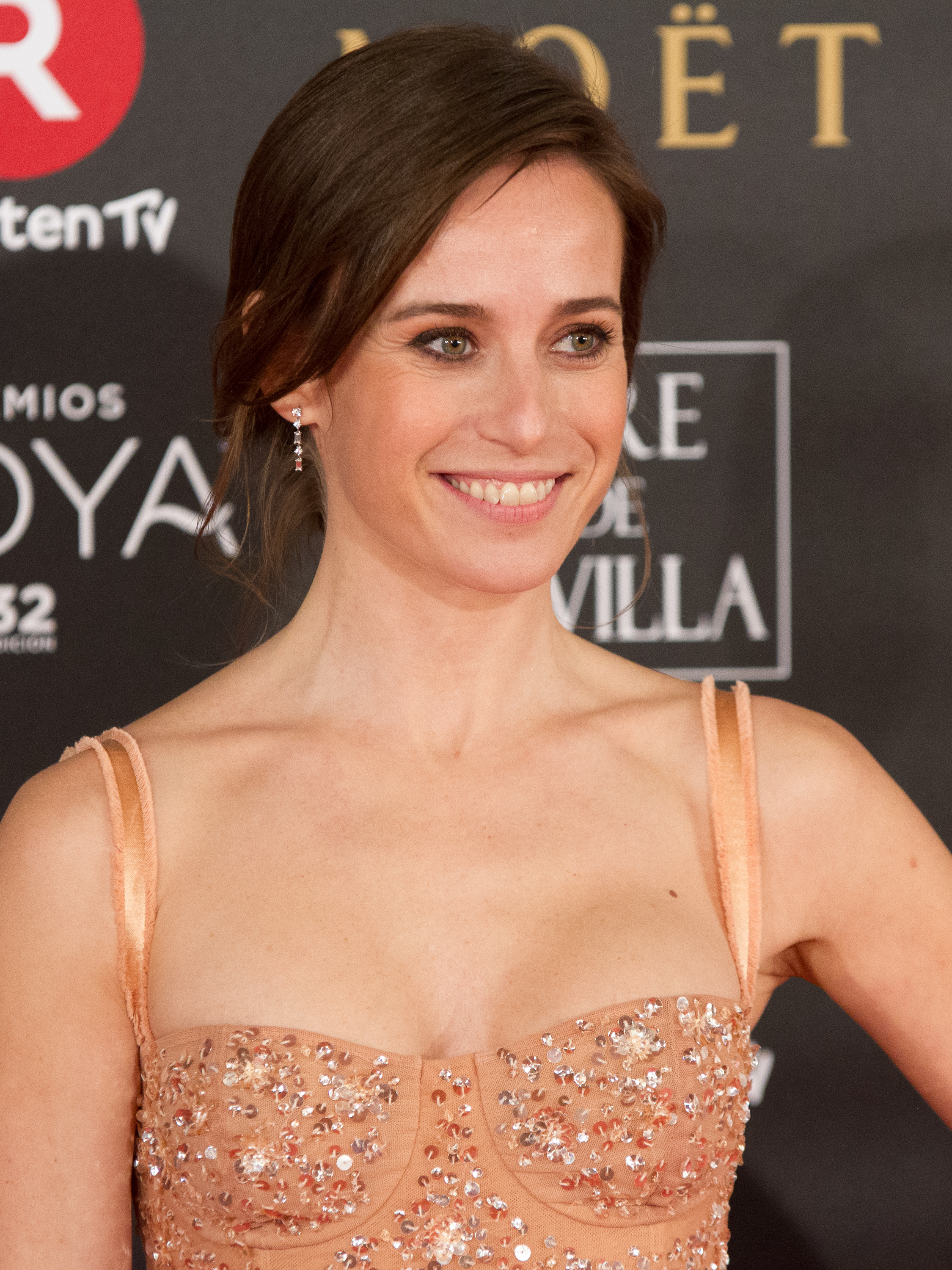
مارتا اتورا برنده‌شدن به‌خاطر فیلم سلول ۲۱۱ in 2009.

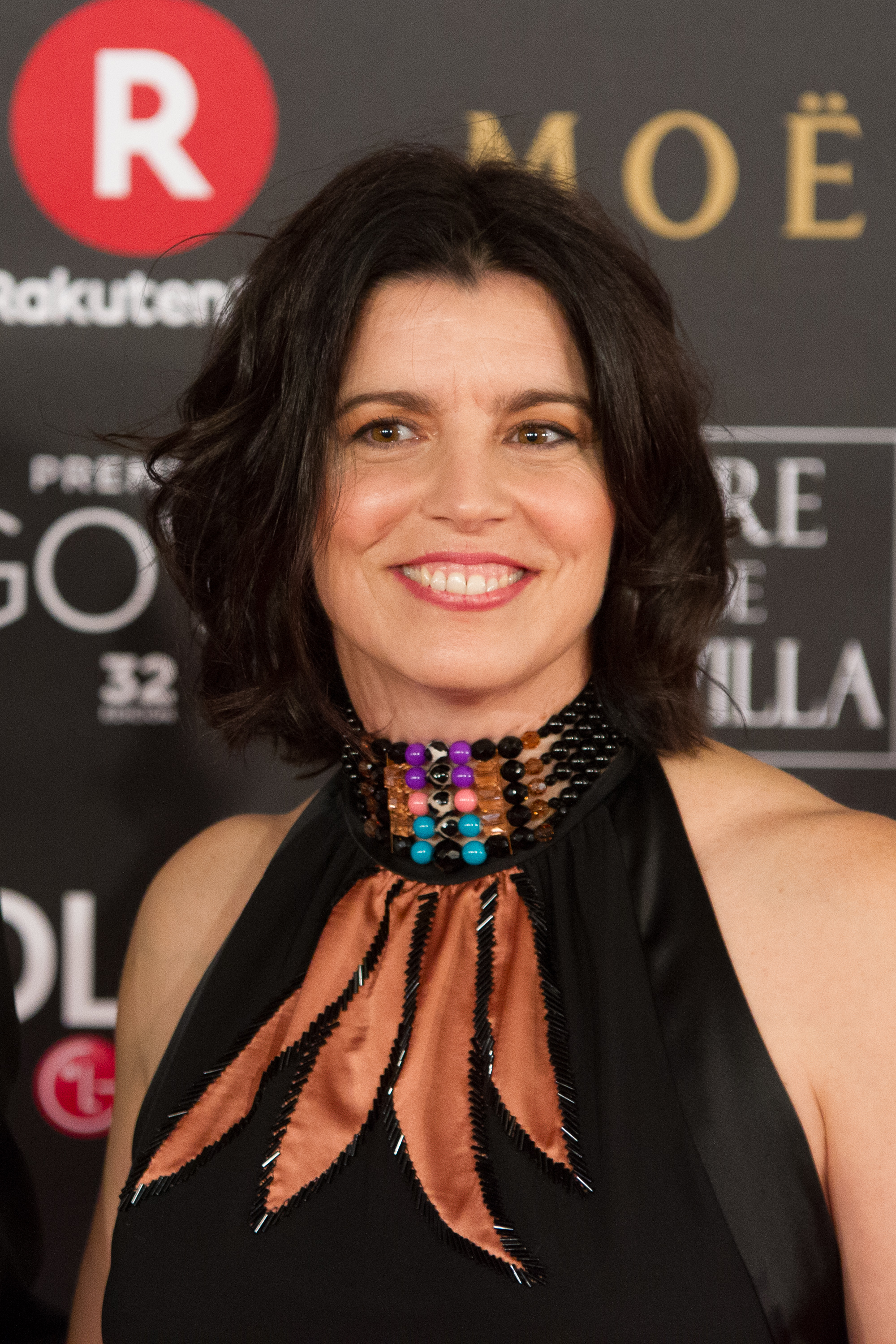
The only performer who has won Goya awards in all three acting categories is لایا مارول، who won best new actress in 2000 for Fugitives, best actress in 2003 به‌خاطر فیلم چشم‌هایم برای تو, and بهترین بازیگر نقش مکمل زن in 2010 به‌خاطر فیلم نان سیاه

| سال                 | بازیگر             | نقش(ها)         | عنوان فیلم                           | عنوان اصلی                    |
| ------------------- | ------------------ | --------------- | ------------------------------------ | ----------------------------- |
| فیلم در ۲۰۰۰ (15th) | خولیا گوتیه‌رس کابا | Aunt Gala       | You're the One                       | Una historia de entonces      |
| فیلم در ۲۰۰۰ (15th) | Chusa Barbero      | ماریان          | Kisses for Everyone                  | Besos para todos              |
| فیلم در ۲۰۰۰ (15th) | ترله پابز          | رامونا          | Common Wealth                        | La comunidad                  |
| فیلم در ۲۰۰۰ (15th) | آنا فرناندس        | پیلارا          | You're the One                       | Una historia de entonces      |
| فیلم در ۲۰۰۱ (16th) | رزا ماریا ساردا    | روندا           | No Shame                             | Sin vergüenza                 |
| فیلم در ۲۰۰۱ (16th) | النا آنایا         | Belén           | لوسیا و سکس                          | Lucía y el sexo               |
| فیلم در ۲۰۰۱ (16th) | نجوا نیمری         | Elena           | لوسیا و سکس                          | Lucía y el sexo               |
| فیلم در ۲۰۰۱ (16th) | روسانا پاستور      | Elvira          | عشق دیوانه‌وار                        | Juana la Loca                 |
| فیلم در ۲۰۰۲ (17th) | جرالدین چاپلین     | Marie           | In the City Without Limits           | En la ciudad sin límites      |
| فیلم در ۲۰۰۲ (17th) | ماریا استوه        | پیلار           | جنبه دیگر همبستر شدن                 | El otro lado de la cama       |
| فیلم در ۲۰۰۲ (17th) | Mar Regueras       | ناتالیا         | Rancour                              | Rencor                        |
| فیلم در ۲۰۰۲ (17th) | Tina Sainz         | ملچورا          | Story of a Kiss                      | Historia de un beso           |
| فیلم در ۲۰۰۳ (18th) | کاندلا پنیا        | آنا             | چشم‌هایم برای تو                      | Te doy mis ojos               |
| فیلم در ۲۰۰۳ (18th) | ماریا بوتو         | کونچی           | Soldiers of Salamis                  | Soldados de Salamina          |
| فیلم در ۲۰۰۳ (18th) | مونیکا لوپس        | ایرنه           | In the City                          | En la ciudad                  |
| فیلم در ۲۰۰۳ (18th) | ماریا پخالته       | بئاتریس         | The Carpenter's Pencil               | El lápiz del carpintero       |
| فیلم در ۲۰۰۴ (19th) | مابل ریورا         | مانوئلا         | دریای درون                           | Mar adentro                   |
| فیلم در ۲۰۰۴ (19th) | سیلویا آباسکال     | بگونیا          | The Wolf                             | El lobo                       |
| فیلم در ۲۰۰۴ (19th) | ویکتوریا آبریل     | لوسیانا         | روز هفتم                             | El 7° día                     |
| فیلم در ۲۰۰۴ (19th) | مرسدس سمپیترو      | خانم مینگارو    | Unconscious                          | Inconscientes                 |
| فیلم در ۲۰۰۵ (20th) | الویرا مینگس       | راکل            | تاپاس                                | تاپاس                         |
| فیلم در ۲۰۰۵ (20th) | مارتا اتورا        | کلارا           | Forget Me Not                        | Para que no me olvides        |
| فیلم در ۲۰۰۵ (20th) | پیلار لوپس د آیالا | مائسترا         | اوبابا                               | اوبابا                        |
| فیلم در ۲۰۰۵ (20th) | ورونیکا سانچس      | La Chispa       | Camarón: When Flamenco Became Legend | Camarón                       |
| فیلم در ۲۰۰۶ (21st) | کارمن مائورا       | ایرنه تروخییو   | بازگشت                               | بازگشت                        |
| فیلم در ۲۰۰۶ (21st) | آریانا خیل         | María de Castro | آلاتریست                             | آلاتریست                      |
| فیلم در ۲۰۰۶ (21st) | لولا دوئنیاس       | سوله‌داد         | بازگشت                               | بازگشت                        |
| فیلم در ۲۰۰۶ (21st) | بلانکا پورتیو      | آگوستینا        | بازگشت                               | بازگشت                        |
| فیلم در ۲۰۰۷ (22nd) | آمپارو بارو        | امیلیا          | Seven Billiard Tables                | Siete mesas de billar francés |
| فیلم در ۲۰۰۷ (22nd) | جرالدین چاپلین     | آئورورا         | یتیم‌خانه                             | El orfanato                   |
| فیلم در ۲۰۰۷ (22nd) | نوریا گونسالس      | کارمن           | Mataharis                            | Mataharis                     |
| فیلم در ۲۰۰۷ (22nd) | María Vázquez      | Inés            | Mataharis                            | Mataharis                     |
| فیلم در ۲۰۰۸ (23rd) | پنه‌لوپه کروز       | María Elena     | ویکی کریستینا بارسلونا               | ویکی کریستینا بارسلونا        |
| فیلم در ۲۰۰۸ (23rd) | الویرا مینگس       | Merche          | Cowards                              | Cobardes                      |
| فیلم در ۲۰۰۸ (23rd) | روسانا پاستور      | Juana Coello    | The El Escorial Conspiracy           | La conjura de El Escorial     |
| فیلم در ۲۰۰۸ (23rd) | Tina Sainz         | دنیا رستیتوتا   | خون ماه مه                           | Sangre de mayo                |
| فیلم در ۲۰۰۹ (24th) | مارتا اتورا        | الئنا           | سلول ۲۱۱                             | Celda 211                     |
| فیلم در ۲۰۰۹ (24th) | Pilar Castro       | پیلار           | Fat People                           | Gordos                        |
| فیلم در ۲۰۰۹ (24th) | ورونیکا سانچس      | پائولا          | Fat People                           | Gordos                        |
| فیلم در ۲۰۰۹ (24th) | ویکی پنیا          | دنیا لوئیسا     | The Consul of Sodom                  | El cónsul de Sodoma           |

### دهه ۲۰۱۰

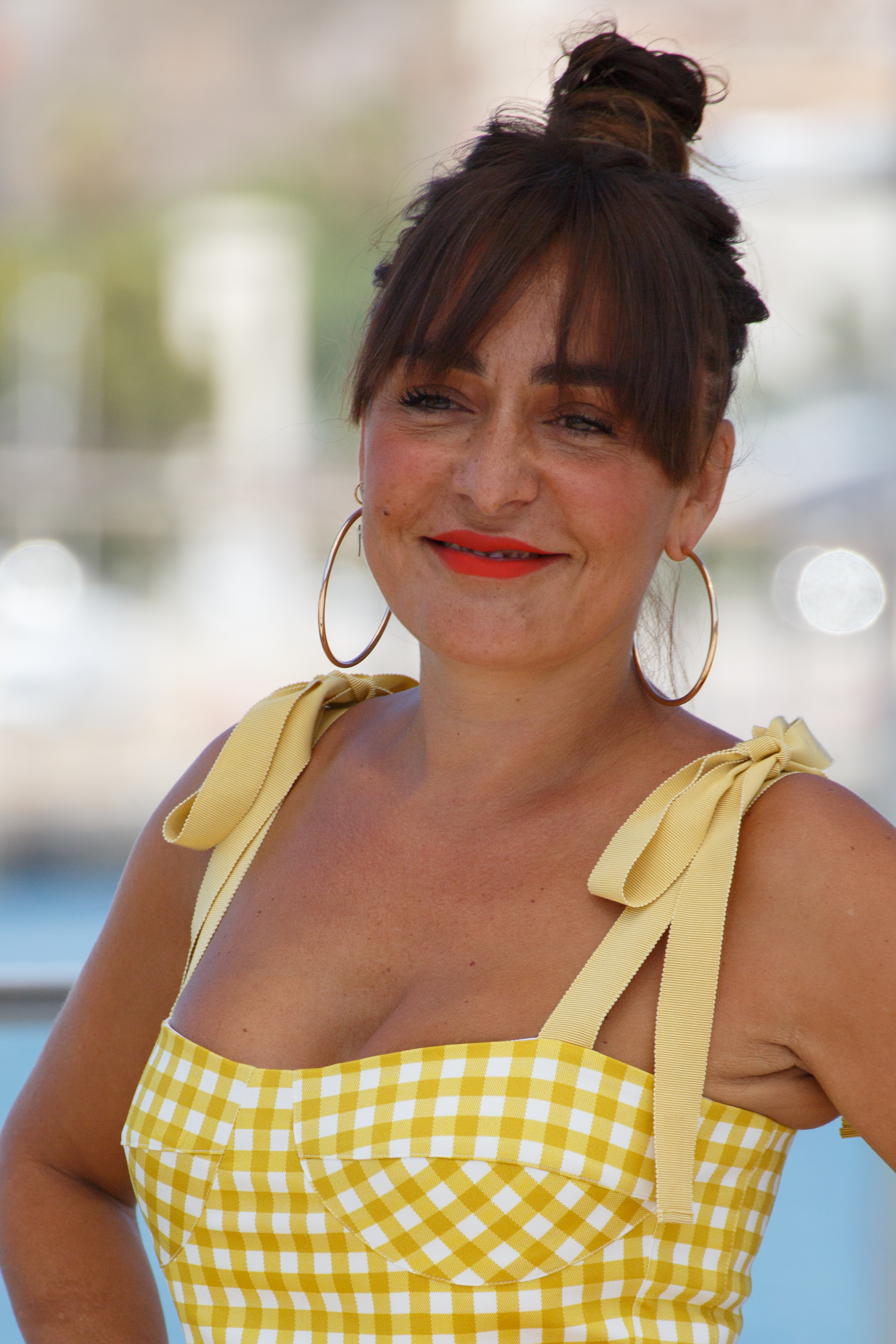
کاندلا پنیا won twice for her roles in چشم‌هایم برای تو (2003) and یک تپانچه در هر دست (۲۰۱۲)

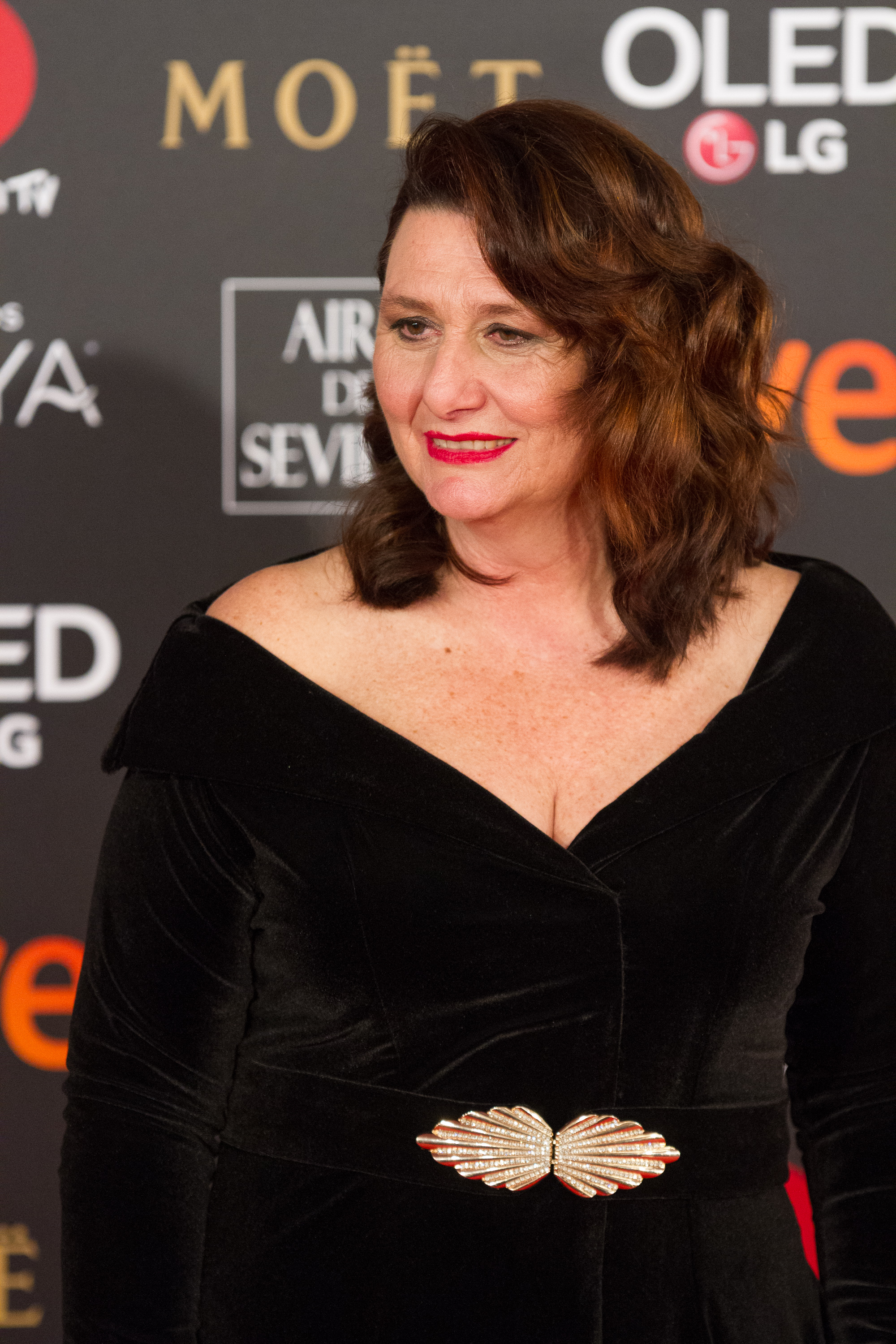
آدلفا کالوو برنده‌شدن به‌خاطر فیلم The Motive (2017).

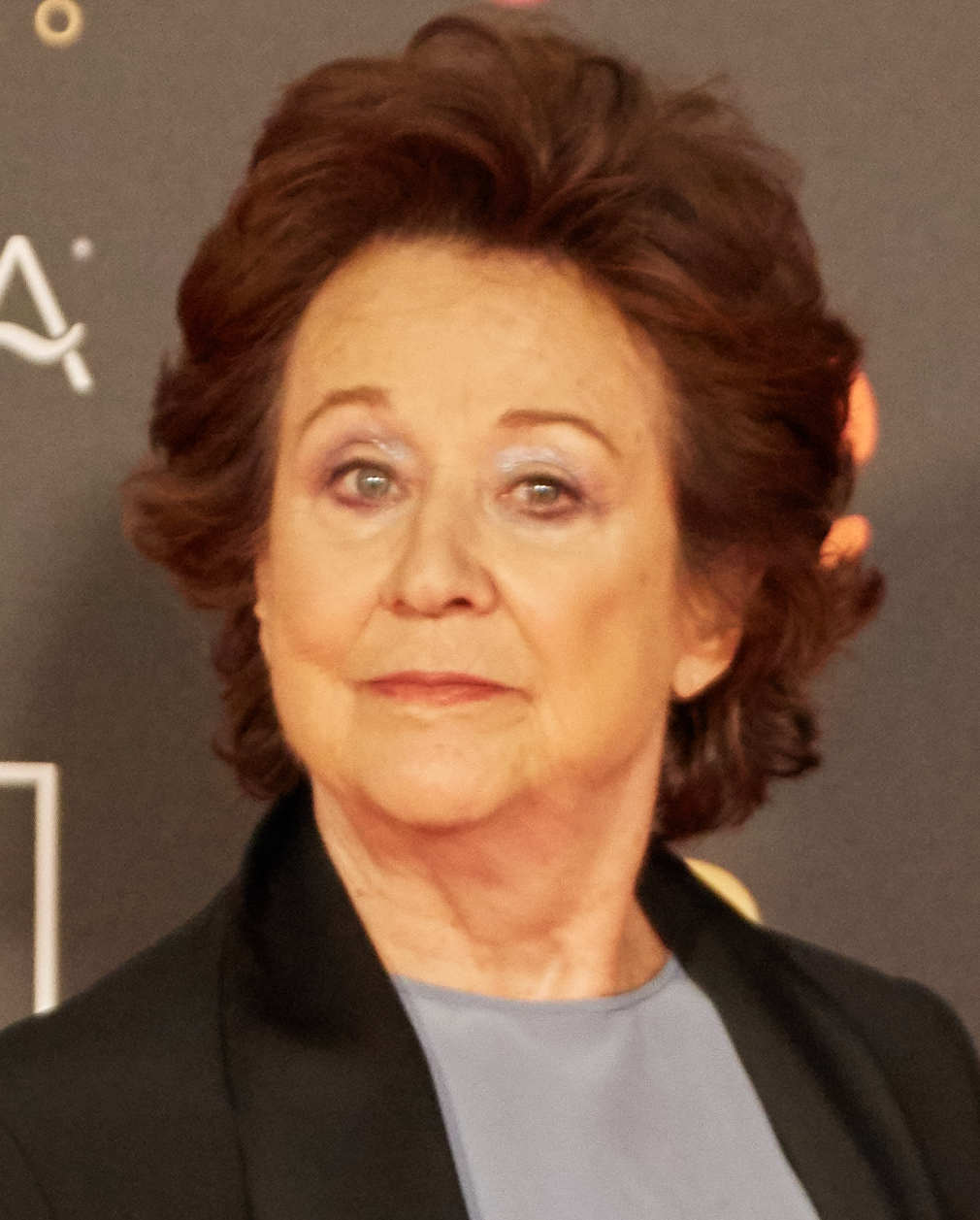
ژولیه‌تا سرانو برنده‌شدن به‌خاطر فیلم درد و شکوه (۲۰۱۹).

| سال                 | بازیگر             | نقش(ها)          | عنوان فیلم                 | عنوان اصلی                     |
| ------------------- | ------------------ | ---------------- | -------------------------- | ------------------------------ |
| فیلم در ۲۰۱۰ (25th) | لایا مارول         | Pauletta         | نان سیاه                   | Pa negre                       |
| فیلم در ۲۰۱۰ (25th) | آنا واگنر          | بئا              | ذیبا                       | ذیبا                           |
| فیلم در ۲۰۱۰ (25th) | پیلار لوپس د آیالا | الئنا اوسوریو    | Lope                       | Lope                           |
| فیلم در ۲۰۱۰ (25th) | ترله پابز          | دولورس           | The Last Circus            | Balada triste de trompeta      |
| فیلم در ۲۰۱۱ (26th) | آنا واگنر          | مرسدس            | The Sleeping Voice         | La voz dormida                 |
| فیلم در ۲۰۱۱ (26th) | پیلار لوپس د آیالا | Luisa            | Intruders                  | Intruders                      |
| فیلم در ۲۰۱۱ (26th) | گویا تولدو         | ماری لوس         | Maktub                     | Maktub                         |
| فیلم در ۲۰۱۱ (26th) | ماریبل وردو        | Inés             | Chrysalis                  | De tu ventana a la mía         |
| فیلم در ۲۰۱۲ (27th) | کاندلا پنیا        | مامئن            | یک تپانچه در هر دست        | Una pistola en cada mano       |
| فیلم در ۲۰۱۲ (27th) | چوس لامپره‌آبه      | ماریا            | The Artist and the Model   | El artista y la modelo         |
| فیلم در ۲۰۱۲ (27th) | ماریا لئون         | ماریا            | Carmina or Blow Up         | Carmina o revienta             |
| فیلم در ۲۰۱۲ (27th) | آنخلا مولینا       | دنیا کونچا       | سفید برفی                  | سفید برفی                      |
| فیلم در ۲۰۱۳ (28th) | ترله پابز          | Maritxu          | Witching & Bitching        | Las brujas de Zugarramurdi     |
| فیلم در ۲۰۱۳ (28th) | سوسی سانچس         | مادر             | 10,000 Nights Nowhere      | 10.000 noches en ninguna parte |
| فیلم در ۲۰۱۳ (28th) | ماریبل وردو        | مارگو            | پانزده سال و یک روز        | 15 años y un día               |
| فیلم در ۲۰۱۳ (28th) | ناتالی پوسا        | آندرئا           | All the Women              | Todas las mujeres              |
| فیلم در ۲۰۱۴ (29th) | کارمن ماچی         | Merche / Anne    | Spanish Affair             | Ocho apellidos vascos          |
| فیلم در ۲۰۱۴ (29th) | باربارا لنی        | اوا              | ال نینو                    | ال نینو                        |
| فیلم در ۲۰۱۴ (29th) | Mercedes León      | Mrs. Casa Soto   | لجن‌زار                     | La isla mínima                 |
| فیلم در ۲۰۱۴ (29th) | گویا تولدو         | ویرخینیا         | Marsella                   | Marsella                       |
| فیلم در ۲۰۱۵ (30th) | لوئیسا گاباسا      | مادر             | عروس                       | La novia                       |
| فیلم در ۲۰۱۵ (30th) | الویرا مینگس       | Belén            | Retribution                | El desconocido                 |
| فیلم در ۲۰۱۵ (30th) | ماریان آلبارس      | کاتی             | Felices 140                | Felices 140                    |
| فیلم در ۲۰۱۵ (30th) | نورا ناباس         | مارتینا          | Felices 140                | Felices 140                    |
| فیلم در ۲۰۱۶ (31st) | اما سوآرس          | آنا              | The Next Skin              | La próxima piel                |
| فیلم در ۲۰۱۶ (31st) | ترله پابز          | آنتونیا          | The Open Door              | La puerta abierta              |
| فیلم در ۲۰۱۶ (31st) | کاندلا پنیا        | Candela          | Kiki, Love to Love         | Kiki, el amor se hace          |
| فیلم در ۲۰۱۶ (31st) | سیگورنی ویور       | Mrs. Clayton     | هیولایی فرا می‌خواند        | هیولایی فرا می‌خواند            |
| فیلم در ۲۰۱۷ (32nd) | آدلفا کالوو        | Portera          | The Motive                 | El autor                       |
| فیلم در ۲۰۱۷ (32nd) | بلن کوئستا         | Hermana Milagros | Holy Camp!                 | La llamada                     |
| فیلم در ۲۰۱۷ (32nd) | آنا کاستی‌یو        | سوسانا رومئرو    | Holy Camp!                 | La llamada                     |
| فیلم در ۲۰۱۷ (32nd) | لولا دوئنیاس       | بلانکا           | Can't Say Goodbye          | No sé decir adiós              |
| فیلم در ۲۰۱۸ (33rd) | کارولینا یوسته     | Paqui            | Carmen & Lola              | Carmen y Lola                  |
| فیلم در ۲۰۱۸ (33rd) | آنا واگنر          | La Ceballos      | The Realm                  | El reino                       |
| فیلم در ۲۰۱۸ (33rd) | ناتالیا د مولینا   | مارتا            | Quién te cantará           | Quién te cantará               |
| فیلم در ۲۰۱۸ (33rd) | آنا کاستی‌یو        | لئونور           | Journey to a Mother's Room | Viaje al cuarto de una madre   |
| فیلم در ۲۰۱۹ (34th) | ژولیه‌تا سرانو      | خاسینتا          | درد و شکوه                 | Dolor y gloria                 |
| فیلم در ۲۰۱۹ (34th) | ناتالیا د مولینا   | تریانا           | خدا نگهدار                 | Adiós                          |
| فیلم در ۲۰۱۹ (34th) | Mona Martínez      | ماریا            | خدا نگهدار                 | Adiós                          |
| فیلم در ۲۰۱۹ (34th) | ناتالی پوسا        | Ana Carrasco     | While at War               | Mientras dure la guerra        |

### دهه ۲۰۲۰
| سال                 | بازیگر             | نقش(ها)            | عنوان فیلم          | عنوان اصلی       |
| ------------------- | ------------------ | ------------------ | ------------------- | ---------------- |
| فیلم در ۲۰۲۰ (35th) | ناتالی پوسا        | بیولئتا            | Rosa's Wedding      | La boda de Rosa  |
| فیلم در ۲۰۲۰ (35th) | Juana Acosta       | سارا               | One Careful Owner   | El inconveniente |
| فیلم در ۲۰۲۰ (35th) | ورونیکا اچگی       | آمپارو             | My Heart Goes Boom! | Explota Explota  |
| فیلم در ۲۰۲۰ (35th) | ناتالیا د مولینا   | Adela              | Schoolgirls         | Las niñas        |
| فیلم در ۲۰۲۱ (36th) | Sonia Almarcha     | Adela              | The Good Boss       | El buen patrón   |
| فیلم در ۲۰۲۱ (36th) | نورا ناباس         | ترسا               | Libertad            | Libertad         |
| فیلم در ۲۰۲۱ (36th) | آیتانا سانچز-خیخون | Teresa Ferreras    | مادران موازی        | Madres paralelas |
| فیلم در ۲۰۲۱ (36th) | Milena Smit        | Ana Manso Ferreras | مادران موازی        | Madres paralelas |

## نامزدی یا برنده‌شدن چندگانه
| Wins | بازیگر          |
| ---- | --------------- |
| ۲    | ورونیکا فورکه   |
| ۲    | رزا ماریا ساردا |
| ۲    | ماریا بارانکو   |
| ۲    | کاندلا پنیا     |

| نامزدی‌ها | بازیگر             |
| -------- | ------------------ |
| ۶        | چوس لامپره‌آبه      |
| ۶        | ترله پابز          |
| ۵        | ماریا بارانکو      |
| ۵        | کاندلا پنیا        |
| ۳        | لولس لئون          |
| ۳        | پیلار لوپس د آیالا |
| ۳        | ماریبل وردو        |
| ۳        | الویرا مینگس       |
| ۳        | ژولیه‌تا سرانو      |
| ۳        | آنا واگنر          |
| ۳        | رزا ماریا ساردا    |
| ۳        | ناتالی پوسا        |
| ۳        | ناتالیا د مولینا   |